# Fujiwara no Takamitsu
Fujiwara no Takamitsu (藤原 高光, c. 939-994) est un poète de waka du milieu de l'époque de Heian et un noble japonais. Il fait partie de la liste des trente-six grands poètes. Son père est Fujiwara no Morosuke et sa mère Masako Naishinnō (雅子内親王).
Les poèmes de Takamitsu sont inclus dans des anthologies impériales officielles dont le Gosen Wakashū. Il existe une collection personnelles de ses poèmes appelée Takamitsu-shū.